# Sanitas
Sanitas es una compañía aseguradora y proveedora de servicios de salud y bienestar de origen español. Fundada en 1954 por un grupo de médicos españoles, tuvo una sólida expansión a partir de 1960. En 1989 pasó a formar parte de la British United Provident Association (BUPA), grupo internacional de atención médica, con sus orígenes y su sede central en el Reino Unido.

## Red de hospitales y gestión de hospitales públicos
Sanitas cuenta con cuatro hospitales propios, tres en Madrid (Hospital Universitario Sanitas La Moraleja, Hospital Universitario Sanitas La Zarzuela, Hospital Virgen del Mar) y uno en Barcelona (el Hospital Cima); más de 20 centros médicos multiespecialidad, 16 centros de bienestar, 180 clínicas dentales, 47 residencias de mayores: 17 de ellas con servicio de centro de día, y varios  centros de día independientes.  También colabora con el gobierno regional de la Comunidad Valenciana en la gestión del  Hospital público de Manises.

## Historia
El origen de la compañía está ligado al seguro de salud. Esta fue una modalidad surgida en el colectivo médico al margen de los seguros de enfermedad y de accidentes de trabajo cubiertos por las mutualidades del siglo XIX. El seguro de salud experimentó un notable crecimiento en la segunda mitad del siglo XX, con más de 150 grupos de profesionales que prestaban servicios médicos mediante el pago de una cantidad mensual (iguala). La Ley de Seguros de 1954 supuso un cambio radical entre estos seguros de enfermedad y asistencia sanitaria, y exigió su conversión en sociedades anónimas. Los servicios que ofrecían estas entidades cubrían prestaciones no incluidas en los servicios de la sanidad pública hasta 1967 y en los años 90 llegarían a capas cada vez más amplias de la sociedad.

### Origen
Entre las sociedades de asistencia médica tipo iguala de mediados del XX, se encuentra el Igualatorio Médico Quirúrgico CEYDE (Centro Electroquirúrgico y de Especialidades) que fundara Marcial Gómez Gil y su esposa. En 1954 adquirió la clínica CEYDE, un viejo edificio en el centro de Madrid, asociándose con otros médicos para crear el Igualatorio Médico Quirúrgico Sanitas. Tras la promulgación de la Ley de Seguros, el 29 de octubre de 1956, Sanitas se convirtió en una sociedad anónima bajo la denominación de Sanitas S.A. Su capital social inicial fue de 3 millones de pesetas, y las acciones se repartieron entre los médicos miembros del Igualatorio: Marcial Gómez Gil (1500 acciones), Fernando Vaamonde Valencia (662), Manuel Herrera de Cabo (653), Germán Alonso González (300), Victoriano Jabara Elizondo (53), Vicente Gutiérrez Asensio (43) y Teodoro Ventura Richard (40). La dirección inicial corrió a cargo de los principales accionistas. Gómez Gil fue el Consejero Delegado, y la Presidencia recayó sobre Vaamonde. Su principal objeto social estaba en el seguro de asistencia sanitaria, aunque también operaron el seguro de enfermedad y entierros, aunque con muy poca repercusión.

### Desarrollo a partir de 1960
A partir de 1960, cuando la sociedad empezó a tener beneficios, parte de estos se destinaron a mejorar los honorarios médicos, prestar ayudas por enfermedad y fallecimiento a los doctores y ofrecer becas de estudio a los hijos de los facultativos colaboradores. La compañía contó desde sus inicios con una Asamblea General de Médicos y un Consejo en el que estaban representados los médicos y los empleados, siendo ambos colectivos accionistas. Este era un nuevo modelo de asistencia sanitaria, un modelo privado, que permitió a muchos médicos del sector público desarrollar un modelo complementario y a muchos pacientes al acceso a una medicina individualizada y de calidad. La labor del Doctor Gómez Gil fue continuada por su hijo Marcial Gómez Sequeira como presidente ejecutivo y Alfonso Martínez Gastey como director general (hasta la adquisición por Bupa).
En 1985 fundaron la primera clínica enteramente privada, el Hospital Sanitas La Zarzuela. Durante la década de 1980 hubo un notable incremento de la demanda de seguros sanitarios debido al deterioro de los servicios de la Seguridad Social.

### Integración en Bupa
En 1988 la entidad pasa a manos de la multinacional británica aseguradora Bupa (Grupo internacional de atención médica , con sus orígenes y su sede central en el Reino Unido). El equipo de Gómez Sequeira se inclinó por la compañía británica al saber que no iba a ser una mera operación especulativa financiera, sino que se iban a quedar e implicar en el desarrollo de Sanitas en España. En ese momento se hablaba de Bupa como la “Sanitas inglesa” porque para entonces la compañía inglesa tenía en Reino Unido 3 millones de afiliados, doce prestigiosas clínicas en distintas ciudades británicas y 120 millones de afiliados en 20 países. En 1989 Sanitas tenía en España un millón de afiliados y 20.000 médicos. El proceso de la venta fue facilitado por el gobierno socialista y el ministro Julián García Vargas.
En 2003 comenzó su estrategia de diversificación, dirigiéndose al sector de las residencias de mayores, al de los riesgos laborales e invirtiendo en tecnologías de la información.
Entre 2008 y 2021 el consejero delegado fue Iñaki Ereño. Desde 2021, el consejero delegado es Iñaki Peralta.

## Digitalización
El proceso de digitalización de la compañía se impulsó a partir de 2016, siendo la pandemia Covid19 la que aceleró el cambio. Desde entonces ha incorporado distintos sectores y servicios:
- Seguimiento digital de patologías crónicas y prevención mediante el uso de inteligencia artificial, bigdata, y dispositivos digitales (básculas, termómetros, pulsioxímetros, reconocimiento facial etc.)[18][19]
- Extensión de la cobertura médica a través de videoconsulta en las residencias de mayores, con en el seguimiento a los familiares.[17]
- Detección y prevención odontológica con el uso de nuevas tecnologías y robótica.[20]

- Digitalización de los hospitales y hospitalización domiciliaria,[21] mediante dispositivos para una monitorización continua de los parámetros clínicos y su consulta en la nube.[22]

## Sostenibilidad
Han adoptado diversas medidas ambientales, sociales y de gobernanza para acercarse a los Objetivos de Desarrollo Sostenible (ODS) de la Agenda 2030 de la ONU.
Para conseguir emisiones cero en 2040 han invertido 14 millones de euros en eficiencia energética, la electricidad utilizada procede en su totalidad de energías renovables y han reducido la huella de carbono un 70% desde 2009. Entre las distintas acciones, han realizado diversas campañas de reforestación en España y en Senegal, con WWF y la Fundación Jane Goodall.  La incorporación de los distintos dispositivos digitales ha evitado desplazamientos físicos de los pacientes a las consultas médicas y la emisión de más de 8000 toneladas de CO2 en un año.
Las  medidas de gobernanza implican la transparencia de sus acciones, la adopción de un código de conducta ético que se aplica a los empleados y los proveedores, el establecimiento de un conjunto de 33 políticas corporativas (protección del cliente, conflictos de interés, prevención del fraude, gestión de riesgos, canal de denuncias...); el establecimiento de alianzas con otras instituciones para lograr estos objetivos, y la generación de un informe de sostenibilidad anual.
En cuanto a la implicación con la sociedad, la compañía destina el 1% de los beneficios en programas de promoción de la salud y en la divulgación del conocimiento médico y científico. En 1997 se creó la Fundación Sanitas, que promueve el deporte inclusivo con acciones regulares: organización desde 2020 de  los Juegos Inclusivos (que permiten competir conjuntamente a deportistas olímpicos y paralímpicos), creación junto a la Universidad Politécnica de Madrid de la Cátedra Universidad-Empresa Fundación Sanitas de Deporte Inclusivo y del Centro de Estudios sobre Deporte Inclusivo; organización de campeonatos y desarrollo del deporte inclusivo en el entorno escolar. La Fundación Sanitas también apoya la investigación biosanitaria, y concede el premio MIR a la excelencia médica desde 1997, y el premio EIR a la excelencia en enfermería.

## Expansión internacional
A partir de 2012  el grupo Bupa encomendó la misión a Sanitas de desarrollar los negocios en Europa y Latinoamérica. Desde la sede de Sanitas en Madrid, el equipo ejecutivo de Iñaki Peralta dirige  las filiales en Polonia y Turquía, y en Brasil, México y Chile. Desde el centro de coordinación de Miami,  dan servicio a las operaciones en Bolivia, Colombia, Guatemala, Perú, Ecuador, Panamá y República Dominicana.
La expansión del grupo se hace mediante la compra de clínicas y hospitales, como la adquisición del Hospital Bité Médica, en Ciudad de México;  o el Swissmed Hospital de Pomerania (Polonia); la alianza con otras empresas aseguradoras, como la realizada con Mapfre para la oferta de seguros en Perú, Uruguay y Paraguay; y la compra de aseguradoras preeminentes, como Acıbadem Insurance en Turquía, que pasó a denominarse Bupa Acıbadem Sigorta.

## Magnitudes económicas
En 2022 el grupo Sanitas facturó 2.636 millones de euros (+10%) y logró un beneficio de explotación de 273 millones de euros (+29%) tras la normalización post Covid. La entidad distribuye sus seguros de salud con BBVA, Banco Sabadell, Santalucía y Generali y cuenta con 2,4 millones de clientes. Sanitas  emplea en España a 11.768 personas.